# الکساندر دومینگز
الکساندر دومینگز (انگلیسی: Alexander Domínguez؛ زاده ۵ ژوئن ۱۹۸۷) یک بازیکن فوتبال اهل اکوادور است.
وی همچنین در تیم ملی فوتبال اکوادور بازی کرده‌است.